# Реза Абаси
Ага Реза Реза-е Абасѝ (1565 – 1635, накратко наричан Реза Абаси) е най-известният персийски миниатюрист, художник и калиграф от Исфаханската школа, работил по времето на сефевидския ирански шах Абас I Велики.
Научен е от своя баща Али Асгар, който притежавал ателие, и още млад е изпратен при шаха. На 3 години приема фамилията Абаси, за да покаже почитта си към шаха, но скоро Абас го уволнява, защото често асоциирал свободата с обикновените хора в картините си. Известно негово творение е украсата по джамията Масджед-е-шейх Лотфолах.

## Галерия
- Легнала жена, 1595
- Любовници, 1630
- Коленичила млада жена поднася бокал с вино
- Мохамед Беик, принц на Грузия, 1620
- Виночерпец
- Младият португалец
- Млад мъж с меч